# Moadon Kaduregel Hapoel Ramat Gan Giv'atayim 2013-2014
Questa voce raccoglie le informazioni riguardanti il Moadon Kaduregel Hapoel Ramat Gan Giv'atayim nelle competizioni ufficiali della stagione 2013-2014.

## Stagione
Nella stagione 2013-2014 l'Hapoel Ramat Gan ha disputato la Liga Leumit, seconda serie del campionato israeliano di calcio, terminando la stagione al sesto posto con 52 punti conquistati in 37 giornate, frutto di 13 vittorie, 13 pareggi e 11 sconfitte. Nella Gvia HaMedina l'Hapoel Ramat Gan è sceso in campo dai sedicesimi di finale, venendo subito eliminato dal Maccabi Netanya. In UEFA Europa League l'Hapoel Ramat Gan è sceso in campo dal terzo turno preliminare, venendo subito eliminato dai portoghesi dell'Estoril Praia.

## Rosa
| N. |                         | Ruolo | Calciatore         |
| -- | ----------------------- | ----- | ------------------ |
| 1  | Israele (bandiera)      | P     | Ram Strauss        |
| 3  | Israele (bandiera)      | D     | Tal Maabi          |
| 5  | Israele (bandiera)      | D     | Omer Hazom         |
| 7  | Israele (bandiera)      | A     | Nisan Danon        |
| 8  | Israele (bandiera)      | C     | Yaniv Luzon        |
| 9  | Israele (bandiera)      | A     | Ran Ben Shimon     |
| 10 | Israele (bandiera)      | A     | Liron Diamant      |
| 11 | Israele (bandiera)      | A     | Aviel Gabai        |
| 12 | Israele (bandiera)      | A     | Yosef Abitbul      |
| 14 | Israele (bandiera)      | D     | Moti Barshazky     |
| 16 | Burkina Faso (bandiera) | C     | Issoumaila Lingane |
| 17 | Israele (bandiera)      | C     | Itzik Vaknin       |
| 18 | Israele (bandiera)      | D     | Tamir Ben Ami      |
| 20 | Israele (bandiera)      | C     | Omer Buchsenbaum   |
| 21 | Israele (bandiera)      | C     | Tomer Levi         |
| 22 | Israele (bandiera)      | P     | Eldar Pshehazkey   |

| N. |                           | Ruolo | Calciatore           |
| -- | ------------------------- | ----- | -------------------- |
| 23 | Israele (bandiera)        | D     | Uri Bibi             |
| 24 | Israele (bandiera)        | C     | Noam Cohen           |
| 27 | Israele (bandiera)        | C     | Lidor Cohen          |
| 28 | Costa d'Avorio (bandiera) | C     | Jean-Charles Brossou |
| 44 | Ghana (bandiera)          | D     | Daniel Addo          |
| 55 | Israele (bandiera)        | D     | Avi Soffer           |
| 77 | Israele (bandiera)        | C     | Almog Buzaglo        |
|    | Israele (bandiera)        | D     | Nir Barda            |
|    | Israele (bandiera)        | D     | Eviyatar Nadler      |
|    | Israele (bandiera)        | C     | Liad Berkovitch      |
|    | Israele (bandiera)        | C     | Dor Malachi          |
|    | Israele (bandiera)        | C     | Yaniv Mizrachi       |
|    | Israele (bandiera)        | C     | Tamir Rabah          |
|    | Israele (bandiera)        | C     | Dan Romann           |
|    | Israele (bandiera)        | A     | Yosef Asayag         |
|    | Israele (bandiera)        | ?     | Sean Diamant         |

## Risultati

### UEFA Europa League

#### Terzo turno preliminare
| Estoril 1º agosto 2013, ore 20:00 UTC+1 Andata | Estoril Praia | 0 – 0 referto | Hapoel Ramat Gan | Estádio António Coimbra da Mota\| Arbitro: \| Fredy Fautrel \| |
| Arbitro:                                       | Fredy Fautrel |               |                  |                                                                |

| Arbitro: | Anastasios Sidīropoulos |

|  |           |                    |
|  | Marcatori | 11’ (rig.) Evandro |

## Statistiche

### Statistiche di squadra
| Competizione       | Punti | In casa | In casa | In casa | In casa | In casa | In casa | In trasferta | In trasferta | In trasferta | In trasferta | In trasferta | In trasferta | Totale | Totale | Totale | Totale | Totale | Totale | DR  |
| Competizione       | Punti | G       | V       | N       | P       | Gf      | Gs      | G            | V            | N            | P            | Gf           | Gs           | G      | V      | N      | P      | Gf     | Gs     | DR  |
| ------------------ | ----- | ------- | ------- | ------- | ------- | ------- | ------- | ------------ | ------------ | ------------ | ------------ | ------------ | ------------ | ------ | ------ | ------ | ------ | ------ | ------ | --- |
| Liga Leumit        | 52    | 18      | 6       | 6       | 6       | 25      | 21      | 19           | 7            | 7            | 5            | 28           | 17           | 37     | 13     | 13     | 11     | 53     | 38     | +15 |
| Gvia HaMedina      | -     | 1       | 0       | 0       | 1       | 1       | 3       | -            | -            | -            | -            | -            | -            | 1      | 0      | 0      | 0      | 1      | 3      | -2  |
| UEFA Europa League | -     | 1       | 0       | 0       | 1       | 0       | 1       | 1            | 0            | 1            | 0            | 0            | 0            | 2      | 0      | 1      | 1      | 0      | 1      | -1  |
| Totale             | -     | 20      | 6       | 6       | 8       | 26      | 25      | 20           | 7            | 8            | 5            | 28           | 17           | 40     | 13     | 14     | 13     | 54     | 42     | +12 |